# Xestia obtusa
Xestia obtusa là một loài bướm đêm trong họ Noctuidae.